# Pinhalzinho (São Paulo)
Pinhalzinho est une municipalité brésilienne de l'État de São Paulo et la Microrégion d'Amparo.